# Condado de Lake (California)
El condado de Lake (en inglés: Lake County), fundado en 1861, es uno de 58 condados del estado estadounidense de California. En el año 2000, el condado tenía una población de 58 309 habitantes y una densidad poblacional de 18.1 personas por km². La sede del condado es Lakeport.

## Geografía
Según la Oficina del Censo, el condado tiene un área total de 3442.1 km², de la cual 3258.2 km² es tierra y 186.5 km² (5.38%) es agua.

### Condados adyacentes
- Condado de Mendocino (oeste, noroeste & norte)
- Condado de Glenn (norte & noreste)
- Condado de Colusa (este)
- Condado de Yolo (sureste)
- Condado de Napa (sur)
- Condado de Sonoma (suroeste)

### Localidades

#### Ciudades
Clearlake |
Lakeport 

#### Lugares designados por el censo
Clearlake Oaks |
Clearlake Riviera |
Cobb |
Hidden Valley Lake |
Kelseyville |
Lower Lake |
Lucerne |
Middletown |
Nice |
North Lakeport |
Soda Bay |
Spring Valley |
Upper Lake 

## Demografía
En el censo de 2000, había 58 309 personas y 57 220 hogares en el condado. La densidad poblacional era de 18.1 personas por km². En el 2000 había 32 528 unidades habitacionales en una densidad de 9 por km². La demografía del condado era de 75.1% blancos, 12.3% afroamericanos, 3.0% amerindios, 0.8% asiáticos, 0.02% isleños del Pacífico, 4.1% de otras razas y 3.05% de dos o más razas. 11.04% de la población era de origen hispano o latino de cualquier raza.
Según la Oficina del Censo en 2000 los ingresos medios por hogar en la localidad eran de $$49 627, y los ingresos medios por familia eran $55 818. Los hombres tenían unos ingresos medios de $45 771 frente a los $44 026 para las mujeres. La renta per cápita para la localidad era de $43 825. Alrededor del 4.60% de la población estaban por debajo del umbral de pobreza.

## Transporte

### Principales autopistas
- Ruta Estatal 20
- Ruta Estatal 29
- Ruta Estatal 53
- Ruta Estatal 175
- Ruta Estatal 281